# Transformers: Prime
Transformers: Prime (conocido como Transformers: Prime - Beast Hunters durante su tercera y última temporada) es una serie generada por computadora basada en la franquicia Transformers. 
Hizo su debut el 29 de noviembre de 2010 en el canal The Hub en los Estados Unidos y terminó el 28 de julio de 2014. La serie comenzó bajo el nombre de "Transformers: Prime - The Animated Series". Constó de un total de 65 episodios, divididos en 3 temporadas. 
La serie, además, tuvo una película, Transformers Prime Beast Hunters: Predacons Rising, lanzada el 4 de octubre de 2013.

## Sinopsis
Transformers Prime comienza con una miniserie de cinco partes titulada "Darkness Rising", donde se presenta a los personajes principales, narrando la historia y su conflicto bélico.

### Miniseries
Han pasado tres años desde la última vez que los Decepticons atacaron la Tierra, y los Autobots esperan su regreso. Tras la muerte de Cliffjumper, los Autobots luchan por proteger la Tierra de los Decepticons, y entablan amistad con tres humanos jóvenes. Megatron vuelve a la Tierra después de estar desaparecido tres años. Usando energon oscuro, Megatron levanta un ejército de muertos vivientes de Cybertronianos para derrotar a los Autobots. Los Autobots destruyen su portal espacial y creen que Megatron murió en el proceso. Starscream se convierte en el nuevo líder de los Decepticons.

### Temporada 1
Tras la aparente muerte de Megatron, Starscream se convierte en el nuevo líder Decepticon. Da un discurso sobre el sacrifico de Megatron por ellos, y que tenían que destruir a los Autobots en su memoria. Agrega que él está mejor capacitado para ser el nuevo líder, a lo que los Decepticons pensaron que estaba loco ya que Megatron jamás hubiera querido que Starscream tomara su lugar. 
Sin embargo, Megatron se encuentra moribundo entre los escombros del puente espacial y vuelve después de un largo tiempo. Durante la temporada, Starcream y Megatron se enfrentarán por el poder. Los Autobots tratarán de adaptarse a la tierra con sus nuevos aliados humanos, y Arcee tendrá que pelear con sus demonios del pasado a causa de las muertes de sus compañeros.  
Al final de temporada los Autobots tendrán que aliarse con Megatron cuando la tierra se ve en peligro por la antigua y poderosa amenaza llamada Unicron, que reside en el centro de la tierra. Optimus Prime utiliza la energía de la Matriz de Liderazgo para hacer que Unicron caiga en un estado de hibernación, pero en el proceso Optimus pierde la memoria haciendo que vuelva a su identidad original antes de la guerra, Orion Pax. 

### Temporada 2
Tras los acontecimientos anteriores, al perder toda la memoria Optimus Prime, Megatron lo engaña para unirse a los Decepticons. Angustiados por este giro de los acontecimientos, los Autobots intentan utilizar la legendaria super-computadora Vector Sigma para restaurar los recuerdos de Optimus y finalmente, lo logran. El tema principal para el resto de la temporada es el descubrimiento de antiguos artefactos Cybertronianos de las bóvedas de Iacon enterradas en la tierra, con los Autobots y los Decepticons luchando por cada nuevo descubrimiento. Vuelve Wheeljack, aunque sin unirse al elenco principal y nuevos personajes que se introducen incluyendo al Decepticon Dreadwing. 
Breakdown ha sido asesinado por Arachnid y Megatron ha proclamado a Dreadwing como su segundo al mando, mientras que Arachnid ha encontrado una colmena entera de Insecticons en el subterráneo. M.E.C.H. ha creado un clon de Optimus Prime llamado Némesis. Fue destruido y por lo tanto se cree que el líder Silas también. Después están en busca de las llaves omega que activan la cerradura omega para restaurar Cybertron. cuando los Decepticons se apoderan de ella también tratan de reformar a la tierra y Optimus no tiene otra opción que destruirla. En el proceso, Megatron logra construir una fortaleza en Jasper llamada Darkmount y también descubre la base Autobot y Megatron la destruye con el cañón de la Nemesis, Optimus se queda en la base manejando el portal terrestre para que los demás Autobots puedan escapar.

### Temporada 3: Cazadores de Bestias
Tras la destrucción de la base Autobot a manos de Megatron, los Autobots, junto con Jack, Miko y Raf, se separan para luchar y volver a contactar con los demás. Sin embargo, Smokescreen vuelve a Jasper para rescatar a Optimus Prime, que está cerca de la muerte. Mientras tanto, el científico Shockwave regresa después de haber estado aislado en su laboratorio de Cybertron con avances, consigue haber clonado un Cybertroniano antiguo, un dragón-máquina, una bestia llamada Predaking, de la antigua y extinta raza de los Predacons, con la esperanza de cazar a los Autobots que quedan con vida. Mientras Smokescreen trata de encontrar una manera de salvar a Optimus, Ultra Magnus llega a la Tierra para ayudar a los Autobots. Optimus Prime en sus últimos momentos de vida habla con Alpha Trion quien le dice que se una a la Allspark porque ha llegado su hora y Optimus Prime teme del destino de la Matrix del Liderazgo y Alpha Trion le dice que hay un candidato cerca (Smokescreen). Después Optimus Prime se une a la Allspark y le deja la Matrix del Liderazgo a Smokescreen a pesar de que el sueño de Smokescreen era ser un Prime no aceptó la Matrix y fusiono la Matrix con la Forja de Solus Prime y eso revivió a Optimus Prime y le dio un cuerpo nuevo. En el progreso, Wheeljack se une al final con el equipo, Ultra Magnus pierde una de sus dos manos, Silas finalmente muere, Airachnid despierta de su hibernación y es desterrada junto con los todos los Insecticons, Ratchet es capturado por los Decepticons y Predaking se rebela contra Megatron y es vencido por este último. En la batalla final, Soundwave es encarcelado en la dimensión fantasma y Bumblebee muere a manos de Megatron, pero es revivido al caer en el Energon sintético, recupera su voz y mata a Megatron finalmente en el proceso. Starscream y Shockwave huyen a Cybertron, Prime y su equipo usan el Energon y lo introducen en el núcleo de Cybertron, reviviéndolo una vez más. Luego de ganar finalmente la guerra, Optimus Prime y el resto de los Autobots se despiden de sus amigos humanos y de Ratchet, quien se queda en la Tierra y regresar a su planeta.

## Transformers Prime: Predacons Rising
Transformers Prime: Predacons Rising fue una película basada en la serie Transformers: Prime que se estrenó el 4 de octubre en Estados Unidos y la versión en español el 11 de diciembre en Latinoamérica y que le da un final definitivo a la serie.
Mientras que los Autobots festejan la victoria y reconstruyen Cybertron, el cuerpo de Megatron yace en el fondo del mar, cuando Unicron le indica que está en el anti-spark y se apoderara de su cuerpo para vengarse de Primus destruyendo Cybertron, mientras que Optimus Prime trae un reliquia que da la vida en Cybertron. Unicron con energon oscuro revive a los restos de los Predacons y da a marcha al camino más directo a Primus. Diversas batallas ocurren hasta que Optimus encierra la energía de Unicron en un contenedor. Megatron, libre y vivo declara que ya no existen los Decepticons y desaparece, momentos después Optimus da la vida por Cybertron y se fusiona con la chispa.

## Personajes

### Autobots
Optimus Prime (Voz original: Peter Cullen, Voz de México: Blas García, Voz de Japón: Toshiyuki Morikawa) - El líder incondicional de los Autobots. Conocido originalmente como Orion Pax, Optimus se transforma en un camión semirremolque Peterbilt 362 de color rojo y azul, similar al que se transforma en las películas de acción de Michael Bay. Optimus Prime tiene una boca de aspecto humano, como en sus encarnaciones de Transformers: Cybertron, Transformers Animated y las películas de Michael Bay. A diferencia de la placa facial permanente que el personaje tenía en la serie original, Optimus es capaz de desplegar esta placa para cubrir su boca durante las batallas. Después de una experiencia cercana a la muerte en el inicio de la temporada 3, Optimus Prime se restaura con un nuevo cuerpo cuando Smokescreen coloca la Forja de Solus Prime en su mano. Con esta actualización, gana un nuevo modo alternativo de un vehículo todo terreno de lucha expedicionario experimental, presentado por el Agente Fowler. Esto también concedió a Optimus Prime la capacidad de volar con mochilas propulsoras. En la película "Predacons Rising", Optimus da la vida por Cybertron y se sacrifica para generar nuevas vidas al fundirse en Primus, ya que vació el Allspark en la matriz de liderazgo para alejarla de Unicron. Sin embargo, después se vio su chispa, lo cual significa que solo sacrificó su cuerpo.
Arcee (Voz original: Sumalee Montano, Voz de México: Rosalba Sotelo, Voz de Japón: Shizuka Itō) - Una Autobot femenina que se transforma en una motocicleta, como en la mayoría de las encarnaciones modernas del personaje. El personaje de Arcee era de color rosa en la serie original y otras de sus encarnaciones en diferentes series de Transformers, pero, para esta serie, se lo cambió a un esquema predominantemente azul con partes rosadas. Debido a este cambio, Arcee ahora se asemeja a Chromia, otra Autobot femenina. Arcee es la más pequeña y ágil del equipo de Autobots. Ella sufre de estrés postraumático debido a que presenció el asesinato de su compañero Tailgate a manos de Airachnid, la Decepticon araña-femenina, y queda gravemente afectada por la posterior muerte de Cliffjumper, su nuevo compañero. Optimus la asigna como guardiana del humano Jack Darby, y aunque al principio no está entusiasmada con dicha responsabilidad, entabla amistad con el muchacho y, más tarde, logra convencerlo de que regrese al Equipo Prime cuando él lo abandona. Arcee vuelve a encontrarse con la ex-autobot Airachnid cuando ésta llega a la Tierra y, tras una larga batalla, logra derrotarla. Sin embargo, Airachnid logra escaparse de nuevo. En la temporada 3, Arcee se convierte en la líder del equipo de asalto, un subgrupo del Equipo Prime que incluye a Bumblebee y Smokescreen. Ella, en esta serie, se preocupa más por su líder, Optimus Prime.
Bumblebee (Voz original: Frank Welker (antes de recuperar la voz) / Will Friedle (luego de recuperar la voz), Voz de México: Daniel Arenas (Univision/Televisa), José Antonio Macías (Canal 5)) - Bumblebee es un joven Autobot explorador que se transforma en un automóvil personalizado de color amarillo con franjas negras llamado "Urbana 500" (una marca y modelo falsos), similar al de las películas de acción, aunque con una entrada de aire en el capó. Como en las películas, Bumblebee se comunica a través de sonidos electrónicos en lugar de lenguaje humano. Él es el guardián asignado de Raf Esquivel, quien es el único humano capaz de entenderlo. En el episodio 14, "Out of his Head", se menciona que Bumblebee lleva a Raf a la escuela todos los días. La razón por la que Bumblebee perdió su voz fue porque, en la batalla entre Autobots y Decepticons en Cybertron, fue capturado por los Decepticons; cuando él se negó a darles información, lo torturaron, y su módulo de voz fue gravemente dañado en el proceso. Cuando los Autobots lo encontraron, lo llevaron con un médico que logró estabilizarlo y salvar su módulo; ese médico era Ratchet, pero se arrepintió de no haber podido hacer más por Bumblebee. En la tercera temporada, cambia sus colores, con el negro como color predominante, y se vuelve el mejor amigo de Smokescreen. Su voz es restaurada en el último episodio de la serie, "Deadlock", cuando es asesinado por Megatron, y cae en la Cerradura Omega que lo revivió y lo sanó. Y este, en el final de la película de Predacons Rising, quiere poder ganarse la confianza de Knock Out, debido a su previo cambio con los Autobots, y lo logra, haciéndose su amigo.
Ratchet (Voz original: Jeffrey Combs, Voz de México: Mario Arvizu, Voz de Japón: Nobuo Tobita) - Médico veterano del equipo Autobot que se transforma en una ambulancia híbrida blanca y roja. Su aspecto y su actitud son similares a las de su contraparte de Transformers Animated. Una de las bromas recurrentes en la serie incluye a Ratchet gritando: "¡Necesitaba eso!", cuando algún otro personaje rompe alguna de sus herramientas. Al principio, él está preocupado porque los seres humanos se involucren en la actividad Autobot y es hostil hacia Jack, Miko y Rafael, pero esto cambia en el transcurso de la serie, cuando él desarrolla una amistad con Rafael. Ratchet parece ser el segundo al mando del Equipo Prime, puesto que él es quien toma las riendas del equipo cuando Optimus no se encuentra, y porque es con quien Optimus se sincera primero, luego de la supuesta muerte de Megatron. Optimus Prime se refiere con frecuencia a Ratchet como "viejo amigo", ya que se conocían mucho antes de que comenzara la guerra, cuando Optimus era todavía Orion Pax.
Bulkhead (Voz original: Kevin Michael Richardson, Voz de México: Salvador Reyes, Voz de Japón: Takashi Nagasako) - Se transforma en un Gurkha F5 de color verde. Es el guardián asignado de la humana Miko Nakadai, y aunque hace lo mejor para protegerla, la personalidad aventurera y temeraria de Miko suele meterlos en problemas. Antes de la guerra, Bulkhead era un obrero de la construcción; pero, cuando empezó la guerra, se unió a una unidad de comandos Autobot llamada "The Wreckers", junto con Wheeljack, Seaspray y varios más, hasta que decidió unirse a Optimus. Muestra una gran aversión hacia quienes considera "imbéciles", como el Agente Fowler y Vince, y desdeñosamente ha tratado de dejarlos a su suerte. Como en el caso de Ratchet, el aspecto de Bulkhead es similar al de su contraparte en Transformers Animated, aunque su personalidad es un poco diferente. Al igual que su contraparte de Animated, su aspecto está fuertemente inspirado en el personaje de Marvel Comics, La Mole. Tiene la costumbre de romper cosas (como las herramientas de Ratchet), ya que, por su tamaño, es físicamente torpe. Bulkhead dejó a los Wreckers para unirse a Optimus Prime en su viaje para salir de Cybertron.
Wheeljack (Voz original: James Horan, Voz de México: Raúl Anaya, Voz de Japón: Yuuki Tai) - Al igual que su contraparte de los 80, se transforma en un Lancia Stratos Concept. Es el mejor amigo de Bulkhead desde Cybertron y un maestro espadachín. La apariencia de Wheeljack es similar a la de su contraparte de la serie original, especialmente cuando despliega una placa facial protectora para cubrir su boca durante la batalla, de la misma forma que Optimus. En el episodio 08, "Con-Job", Wheeljack es capturado por Starscream, pero logra escapar y ayuda a derrotar a Makeshift, un espía Decepticon que se estaba haciendo pasar por él, con el fin de descubrir la ubicación de la base Autobot. El apodo de Wheeljack es "Jackie". Optimus le ofreció un puesto en el equipo, pero lo rechazó porque aún deseaba seguir explorando la galaxia en busca de otros Autobots sobrevivientes. Cuando su nave fue destruida por Starscream al final de la segunda temporada, no tuvo más remedio que unirse a los demás Autobots.
Smokescreen (Voz original: Nolan North, Voz de México: Gabriel Soto (Univision/Televisa) Moisés Iván Mora(Canal 5) , Voz de Japón: Kenta Miyake) - Un Autobot joven, impulsivo e inexperto, que se une al equipo de Prime en la temporada 2 de la serie, después de haber encontrado su camino a la Tierra, después de escapar de un barco-prisión Decepticon. Guarda un gran respeto y admiración hacia Optimus, y desea ser como él en el futuro. Smokescreen muestra ser un joven bastante entusiasta y dedicado que no le teme a nada, con el defecto de que habla demasiado en muchas ocasiones. Es muy ingenioso a la hora de pelear, sin necesidad de salir y disparar por todas partes. Al principio no era muy aceptado en el equipo, y mucho menos por Bulkhead y Arcee, pero poco a poco se ganó la confianza de estos últimos. Smokescreen comúnmente usa una Reliquia de Iacon llamada "Phase Shifter", con la cual se familiarizó desde que le quitó la "Apex Armor" a Starscream. Smokescreen es un soldado que forma parte de la Guardia de Élite (el único que se ha visto hasta ahora). El modo vehículo de Smokescreen es un modelo Lotus Exige de color plata, azul y rojo. En "Proyecto Predacon", Smokescreen recibe un trabajo de pintura azul, amarillo y blanco, al que llamó "pintura de guerra", similar al trabajo de pintura de Bumblebee. Y en "Predacons Rising", debido a su cambio de equipo, termina siendo buen amigo de Knock Out, y este dándole la confianza de un hermano.
Ultra Magnus (Voz original: Michael Ironside, Voz de México: Dafnis Fernández) - Ultra Magnus fue uno de los principales lugartenientes de Optimus Prime durante la guerra, y después de años de viajar por el espacio, llega a la Tierra mediante la viga de energía que el Omega Lock despedía al crear la fortaleza de Darkmount Decepticon. Él es un jefe estricto y metódico que se adhiere estrechamente al protocolo militar, y se agrava cuando los demás no respetan su cadena de mando. Su diseño modo robot se basa principalmente en los Transformers: la versión animada de Ultra Magnus, su modo de vehículo es muy similar al modo de vehículo original de Optimus, excepto pintado de un color azul claro, y utiliza el poder agotado de la Forja de Solus Prime como un arma (más tarde destruida por Predaking). En "Uno Menos", su mano destruida por Predaking en el episodio anterior fue reemplazada por una garra. Queda gravemente herido por Sky Lynx en la película PREDACONS RISING y queda hospitalizado en una silla de reparación.
Cliffjumper (Voz original: Dwayne Johnson (Ep 1 temporada 1)/ Billy Brown(Ep 17 temporada 2), Voz de México: Sergio Gutiérrez Coto, Voz de Japón Noriaki Sugiyama) - Se transforma en un Dodge Challenger de color rojo decorado con unos cuernos de toro en el capó. Es asesinado por Starscream en el primer episodio luego de ser capturado. Su cuerpo fue utilizado para comprobar las propiedades del Energón Oscuro en el segundo episodio, luego de lo cual Megatrón lo cortó por la mitad. Su zombi fue posteriormente encontrado apenas con vida por Arcee, justo antes de que quedar atrapado en la explosión de la mina Decepticon en el mismo episodio. En "Darkness Rising, Parte 1", el nombre de Cliffjumper aparece mal escrito como "Cliff Jumper" en los créditos, dando a entender que el nombre del personaje es de dos palabras. De acuerdo a una entrevista sobre los próximos episodios, Cliffjumper sigue apareciendo en los flashbacks de Arcee a la guerra, en los episodios de "Depredador" (donde él y Bumblebee rescatan a Arcee de Airachnid) y "Out of the Past" (donde trabajó con Arcee para sabotear el proyecto del puente espacial de Starscream y Shockwave).
Tailgate (Voz original: Josh Keaton, Voz de México: Óscar Flores, Voz de Japón: Yuuichi Ishigami)- Tailgate era un miembro del Equipo Delta y el compañero original de Arcee en Cybertron. Durante el interrogatorio y tortura de Airachnid sobre Arcee, Tailgate fue asesinado por Airachnid en frente de Arcee, traumatizando a esta última.
Knock Out (Voz original: Daran Norris, Voz de México: Milton Wolch, Voz de Japón: Yasunori Masutani) - Era el médico ególatra Decepticon. Él y Breakdown fueron llamados por Starscream para mantener a un comatoso Megatrón con vida y robar un Cosechador de Energon. A pesar de ser un médico, Knock Out admite que es mejor para romper cosas que para arreglarlas, cuando Starscream le pregunta qué puede hacer por la salud de Megatrón, él le dice que no mucho. Knock Out está obsesionado con su apariencia, llegando al extremo de sacar a un conductor fuera de la carretera por arañarle la pintura, insultar a Optimus después de que este le arrancara la puerta para rescatar a un muchacho e intentar decapitar a Bulkhead luego de que le pintara símbolos en su pecho. Su modo robot se asemeja al de Terrorsaurio de Beast Wars. Se transforma en un coche deportivo rojo Aston Martin DBS V12 modificado en su modo alterno le es posible sacar un pequeño can de energon pero no se sabe si puede hacerlo en su modo humanoide además la mayoría de sus armas son de mano o sea que usa motosierras sierras circular etc. Intentó unirse a los Autobots al final de la serie pero es rechazado por Miko, la cual le golpea tumbándolo. En Transformers Prime: Predacons Risign, él está cautivo en la Nemesis junto a otros Vehicons. Starscream los libera, sin embargo, Knock Out lo traiciona uniéndose a los Autobots definitivamente y haciéndose el mejor amigo de Smokescreen y Bumblebee. Su nombre lo han confundido millones de veces así: (Knockout o Knock Out), siendo su nombre unos de los golpes más potentes en el boxeo, es normal su confusión.

### Decepticons
Megatron (Voz original: Frank Welker, Voz de México: Gerardo Vásquez, Seiyū: Keiji Fujiwara) - Megatron es el líder de los Decepticons. Se transforma en un jet Cybertroniano, similar a su modo alterno en la primera película de Transformers de Michael Bay. Originalmente un gladiador cybertroniano sin nombre, se nombró a sí mismo como uno de los Trece Primes Originales, Megatronus, como una especie de desafío al orden político que dominaba Cybertron. Fue Megatrón quien inició la revolución en Cybertron, acortando su nombre como medio de acceder al ámbito político hasta su cambio de actitud. Megatrón considera a las formas de vida terrestres como seres inferiores e intenta utilizar el Energón Oscuro que adquirió al explorar el espacio para ganar la guerra contra los Autobots. Este Megatron es mucho más despiadado que otras de sus encarnaciones: es menos tolerante a las traiciones de Starscream y lo ha hecho rogar por su vida en varias ocasiones, además de abandonar a Breakdown a su suerte cuando este fue capturado por M.E.C.H., como castigo por ser capturado por humanos. Es asesinado por Bumblebee en el último episodio cuando le ensarta con el Star Saber. Regresa en la película Transformers Prime: Predacons Rising, donde su cuerpo es poseído por Unicron. Al final decide disolver a los Decepticons ya que su experiencia con Unicron le agrió la tiranía, retirándose a algún lugar desconocido.
Starscream (Voz original: Steven Blum, Voz de México: José Antonio Macías, Seiyū: Satoshi Tsuruoka) - Starscream es el Comandante Aéreo de los Decepticons. Se transforma en avión caza F-16 Fighting Falcon gris plateado. A diferencia de sus otras encarnaciones y más como en Transformers: Energon y las películas de acción, este Starscream parece sentir respeto por su comandante, pero espera una oportunidad para matar a Megatron y tomar el liderazgo de los Decepticons. Starscream asume el mando de los Decepticons luego de la supuesta muerte de Megatron en "Darkness Rising, parte 5". En el episodio 20, Starscream decide que ningún bando es bueno para él y se vuelve independiente. Entre otras características de este personaje, se ha mencionado que Starscream siempre ha sido científicamente curioso. Vuelve a los Decepticons al final de la segunda temporada siendo leal a Megatron. Tras la llegada de Shockwave, Starscream se siente molesto ya que le usurpaba el puesto. Cuando Megatron muere, él y Shockwave escapan hasta Cybertron. En Transformers Prime: Predacons Rising, él y Shockwave han estado trabajando en la creación de un nuevo ejército Predacon que incluye a Darksteel y Sky Lynx. Tras la llegada de Unicron, Starscream intenta escapar con la Némesis pero es traicionado por Knockout. Al final, después de que Megatron abandonase su causa, Starscream pretende asumir el liderazgo una vez más pero se enfrenta a Predaking, Sky Lynx y Darksteel quienes supuestamente lo asesinan por venganza a como los había tratado anteriormente. Regresa vivo y modificado en la tercera temporada de transfomers robots in disguise, dando a entender que sobrevivió y que logró revivir a los Decepticons.
Soundwave (Voz original: Frank Welker, Voz de México: Germán Fabregat) - Se transforma en una aeronave tipo MQ-9 Reaper, con sus brazos siendo las alas de su modo alterno, por lo que son muy delgados. De acuerdo a su biografía, Soundwave utiliza "extensiones" (deployers) que despliega de su pecho (una de ellas es similar a Ratbat, uno de los casetes que utiliza en la serie original, aunque aquí fue nombrado Laserbeak por los productores), además de una serie de tentáculos mecánicos (que usa para hackear, descargar o introducir información). Es el seguidor más leal a Megatron y desconfía de Starscream (aunque pretende ayudarlo y seguir sus órdenes), salvando a Megatrón de las intrigas de Starscream en varias ocasiones. Soundwave puede hablar, pero él ha decidido no hacerlo. En lugar de eso utiliza grabaciones para comunicarse. Para la mayoría de la serie no habla nunca, prefiriendo en su lugar grabar y reproducir lo que han dicho otros. Tiene la habilidad de abrir puentes terrestres y espaciales. Hasta el episodio de la tercera temporada de "Minus One", en el que dice "Soundwave Superior, Autobots Inferior" por su traducción, Soundwave Superior, Autobots Inferiores (una cita de The Transformers: The Movie). Queda atrapado en el Shadowzone por los niños al final de la serie. Regresa en la serie de Transformers: Robots in Disguise.
Laserbeak - Un secuaz de Soundwave que se despliega desde el pecho, aunque ahora no se trata de una cinta sino una pieza de la armadura del pecho de Soundwave. Soundwave suele enviarlo en misiones de captura de prisioneros (como se vio en el tercer episodio "Darkness Rising, parte 3" cuando atacó y capturó al Agente Fowler), espionaje (al seguir a Starscream en el episodio 6, "Masters & Students) o como distractor (en el combate contra Airachnid en "One Shall Rise, parte 3).
Shockwave (Voz original: David Sobolov, Voz de México: Jorge Badillo, Seiyū: Kenta Miyake) - Mientras la mayoría de los Decepticons se encontraban en la Nemesis al perseguir el Arca, Shockwave se quedó en Cybertron. Paso su tiempo construyendo un puente espacial que usaría para llegar a la tierra, pero su plan fue saboteado por Arcee y Cliffjumper. Después de lo sucedido, Shockwave continuó sus experimentos, y a partir de fósiles que descubrió en Cybertron pudo crear a Predaking. se transforma en un tanque cybertroniano. Se une al elenco principal en la tercera temporada, trabajando en la creación de un ejército Predacon. Desconfía de Starscream y se molesta con él porque lo dejó en Cybertron al pensar que había muerto, haciendo que Megatron lo valore más a él que Starscream, además de ser mucho más leal que Starscream. Demuestra ser bastante hábil en el combate al enfrentarse a Bulkhead y Wheeljack. Al igual que el resto de sus encarnacione se guía por la lógica. Cuando Megatron muere él y Starscream escapan hasta Cybertron. En "Predacons Rising" él y Starscream han estado trabajando en la creación de un nuevo ejército Predacon que incluye a Darksteel y Sky Lynx. Es brutalmente atacado por los Predacons zombis creados por Unicron, pero sobrevive. Se ve sugiriéndole a los Predacons para ayudar a los Autobots en la lucha contra Unicron. Su destino es desconocido. Se cree que desertó.
Breakdown (Voz original: Adam Baldwin, Voz de México: Arturo Cataño, Seiyū: Atsushi Imaruoka) - Era el bruto asistente de Knockout. Él y Knockout fueron llamados por Starscream para reparar a Megatron y robar un Cosechador de Energon en Grecia; comparte un pasado con Bulkhead. Su apariencia parece estar fuertemente influenciada por el personaje de DC Comics Bane. Tras los acontecimientos ocurridos en el episodio 16, "Operation Breakdown", durante los cuales perdió un ojo cuando M.E.C.H. intentó desmantelarlo vivo, ahora lleva un parche. Intentó redimirse a los ojos de Megatrón en el episodio 18 "Metal Attraction", pero no logró hacerse con el Guante de Polaridad y en lugar quedó magnetizado con Airachnid, por quien luego admite sentirse intrigado. Se transforma en camión azul blindado y equipado con una torreta lanzamisiles. En el episodio 33, "Crossfire" Breakdown es asesinado por Airachnid, quien lo corta en pedazos con sus garras. Sus restos fueron encontrados por soldados de M.E.C.H. quienes lo usaron después para salvar la vida de Silas. Este iba a sus misiones siempre con Knockout, quien lo usaba como un, según el: "un sujeto pesado", para poder llevarle la contraria a Bulkhead. 
Airachnid (Voz original: Gina Torres, Voz de México: Erica Edwards, Seiyū: Ryoka Yuzuki) - Una retorcida Decepticon con apariencia de araña que traumatizó a Arcee al asesinar a su compañero Trailgate ante de sus ojos. Es un homenaje al personaje de Blackarachnia. Desertó de los Decepticons y se convirtió en una cazadora sanguinaria que se deleita en coleccionar las cabezas de sus víctimas. Quedó varada en la Tierra cuando su nave se estrelló y tras un encuentro con Arcee y Jack su vehículo fue completamente destruido. Su modo alternativo es una especie de helicóptero extraterrestre, el cual obtuvo al escanear el helicóptero del Agente Fowler. Después de haber sido forzada a reincorporarse a los Decepticons al ser capturada accidentalmente por Breakdown, rápidamente se ganó la confianza de Megatrón por su inteligencia y destreza, lo que le permitió usurpar el lugar de Starscream y desacreditarlo ante Megatron. Su "modo bestia" es en realidad su modo de segunda modalidad robot: los rotores pueden desplegarse y extenderse para ser utilizados como patas de araña para el trepar. Tras el episodio 33 "Crossfire", Airachnid deserto de los decepticons cuando Megatron descubrió su traición y envió a Dreadwing y Breakdown a eliminarla, fracasando. Después de una pelea que tuvo con Arcee en el episodio 36 "Armada", Airachnid queda congelada en una cámara de incubación, fue llevada a la base Autobot y permaneció ahí resguardada hasta el episodio 52, "Darkest Hour", donde la base estalló en llamas. Luego unos drones la encontraron y Megatron decidió no liberarla encontrándose en la Némesis. Regresa en el episodio 8 de la tercera temporada cuando es liberada accidentalmente por Silas, tomando el control de los Insecticons pero es desterrada a una de las lunas de Cybertron por Soundwave. Al final se descubre que ha desarrollado habilidades de Terrocon cuando comienza a drenar el energon de los Insecticons. Se desconoce su estado actual.
Dreadwing (Voz original: Tony Todd, Voz de México: Juan Carlos Tinoco, Seiyū: Masami Iwasaki) - Dreadwing es un Decepticon del que se ha tenido la confirmación de su aparición en la serie desde hace algún tiempo, pero ha hecho su debut en Loose Cannons en donde muestra que tiene una rivalidad con Wheeljack (lo cual no se muestra nuevamente en ningún otro capítulo) al matar a Seaspray, Dreadwing es el hermano gemelo de Skyquake que al igual que este último brinda su total lealtad a Megatron y solo a él, es el segundo al mando de los Decepticons debido a la ausencia y traición de Starscream. Dreadwing muestra un total desprecio hacia Starscream por motivos de su traición hacia Megatron al tratar de matarlo repetidas veces y por el asesinato de su hermano gemelo. En el episodio 51 "Regenation" Dreadwing muere al intentar asesinar a Starscream por la muerte de su hermano, revivirlo como un Terrorcon y mandarlo a una dimensión desconocida, pero es detenido por Megatron el cual le ordenó que se detuviera, pero al ver la desobediencia de Dreadwing, lo mata con un tiro de su cañón en su cámara de Spark
Skyquake (Voz original: Richard Green,Seiyū: Masami Iwasaki) - Un Decepticon que permanecía sepultado en estasis en la Tierra hasta que fue liberado por Starscream. Permanece firmemente leal a Megatron, a pesar de que Starscream le asegura que Megatron ha "muerto". Se transforma en un avión caza F 35 Lightning II al escanear el caza de combate del Agente Fowler durante una lucha contra Optimus Prime y Bumblebee. Fue derribado por Bumblebee. En "Shadowzone", Skyquake es reanimado como Terrorcon con un pedazo del fragmento de Energón Oscuro que Starscream le robó a Megatron, pero queda atrapado en una dimensión paralela y sin un brazo.
Makeshift (Voz original: Kevin Michael Richardson) - Un Decepticon capaz de asumir cualquier forma, siempre y cuando tenga información sobre aquel a quien vaya a suplantar. Se desconoce su verdadera apariencia, ya que lo único que se puede ver de él en el episodio "Con Job" es su silueta. Posee cualidades similares a las del personaje de G.I. Joe, Zartan. Debido a que Makeshift estalló a bordo del Nemesis, es muy poco probable que vuelva a aparecer en la serie, pues el productor ejecutivo, Jeff Kline, señaló que "Cuando deciden matar a un personaje, matan al personaje".
Hardshell (Voz original: David Kaye, Voz de México: Carlos Segundo, Seiyū: Mitsuo Iwata) - Después del encerramiento de Airachnid y de la repentina lealtad de los insecticons a Megatron, Hardshell es el insecticon que más se destaca debido a su fuerza y fiereza, en especial cuando hirio mortalmente a Bulkhead por la espalda, provocando la ira de Wheeljack, este último termina amenazando a Megatron que si no le entragaba a Hardshell, destruiria todas las minas de energon, ante lo cual Hardshell acepta el reto y en la pelea tiene una superioridad ofensiva a Wheeljack, justo cuando lo iba a matar, Miko agarra la Jackhammer (la nave de Wheeljack) y dispara sus cañones contra Hardshell matándolo al instante.
Vehicons (Varias voces) - Drones Decepticon que sirven como soldados de a pie para los Decepticons. Se transforman en autos deportivos modificados color púrpura o cazas espaciales. Se los ha llamado erróneamente como "Erradicons" en los subtítulos ocultos de la serie y "Tropas Decepticon" en los créditos. A diferencia de los Vehicons de Beast Machines, estos no son simples autómatas irreflexivos y parece que cada uno tiene una personalidad definida. Hasta ahora se Conoce cuatro clases de Vehicons: los escuadrones aéreos, los patrulleros terrestres, la clase minera y la armada de Starscream (temp 3). Cuando la guerra terminó los supervivientes se unieron a los Autobots o permanecieron detenidos en la Némesis.
Insecticons (Varias voces) - Son los centinelas dejados en éxtasis en Cybertron, por si los Autobots regresaban. Toda una colonia de Insecticons fue descubierta por Airachnid en la tierra y los utilizó para acabar con Megatron, hasta que ella queda atrapada en una vaina éxtasis por Arcee y pierde el control sobre ellos, desde entonces quedan al servicio de Megatron. se transforman en escarabajos Cybetronianos.
Terrorcons - Son los cibertronianos no-muertos que Megatron ha resucitado con ayuda del Energón Oscuro. Cliffjumper fue uno de ellos, pero no estaba presente para la batalla final en la quinta parte de "Darkness Rising" porque fue cortado por la mitad por Megatron (e incinerado por la explosión de la mina de Energón) en el segundo episodio. Skyquake fue reanimado como un Terrorcon por Starscream en "Shadowzone".

### Humanos
Jackson "Jack" Darby (Voz original: Josh Keaton, Voz de México: Arturo Castañeda), Seiyū: Jun Fukuyama - Un adolescente de 16 años que accidentalmente se encuentra con Arcee en su forma de moto y entra en la guerra Cybertroniana como un fuerte aliado. Él es un poco de un héroe a su pesar, y es al principio reacio a involucrarse en la guerra de los Autobots con los Decepticons. Se forma un fuerte lazo con la Autobot Arcee, quien actúa como su protectora. Tiene un parecido a Spike en la serie original y a Sam Witwicky en la película.
Miko Nakadai (Voz original: Tania Gunadi, Voz de México: Karla Falcón, Seiyū: Nozomi Furuki) - Una chica de 15 años de edad, estudiante de intercambio japonés que pretende estar "en la acción" después de ver a Arcee. Miko es muy aventurera hasta el punto de ser imprudente, causando nada más que dolores de cabeza a Raf, Jack, y los Autobots. Más adelante se muestra la aptitud mecánica. Parece que se identifica más con Bulkhead, su protector, y con frecuencia le sigue en situaciones peligrosas. El apellido de Miko fue mal llamado en San Diego Comic Con 2010, Tezuka, es decir, es probable que el apellido de Miko fuera cambiado durante la producción. Al parecer es un homenaje a Sari Sumdac de Transformers Animated, porque al igual que esta, comparte el mismo peinado y porque su mejor amigo es Bulkhead.
Rafael "Raf" Esquivel (Voz original: Andy Pessoa, Voz de México: Alan García, Seiyū: Motoko Kumai) - Un genio de 12 años experto en informática que es capaz de proporcionar a Ratchet el apoyo técnico para los dispositivos que Ratchet no puede desarrollar por carecer de mucho conocimiento sobre la tecnología humana y utiliza sus conocimientos técnicos para apoyar a los Autobots en su lucha contra los Decepticons. Raf proviene de una familia muy grande, ya que apenas se nota, por lo que se junta con Bumblebee. Cada mañana, Bumblebee lleva a Raf a la escuela. Ratchet llega a respetar a Raf en lugar de llamarlo "carnoso", convirtiéndose en amigos reales que apoyan activamente entre sí en episodios posteriores. Él es el único ser humano en el grupo que comprende lo que dice Bumblebee, además de ser el único que reconoció la voz de este, esto debido a que en el resto de serie nunca se había visto a Bee hablar fluidamente. Está inspirado en Chip Chase de Transformers G1.
William "Bill" Fowler (Voz original: Ernie Hudson, Voz de México: Mario Filio, Seiyū: Kenji Nomura) - El agente especial, enlace de los Autobots con el mundo exterior que solo visita cuando hay "problemas" como la de los Autobots de no mantener su lucha con los Decepticons en el olvido. Al principio es bastante hostil a los Autobots, pero después de salvarlo de los Decepticons, se muestra más comprometido con ellos, y ofrece ayuda a ellos en muchas ocasiones. Fowler es un piloto capaz de volar dos helicópteros y aviones (tanto regulares como experimentales). Él ha demostrado tener la capacidad de evadir a un Decepticon y proporciona apoyo aéreo a los Autobots en tierra. En ambas ocasiones, esto ha proporcionado a sus enemigos los modos de vehículo aéreo de Skyquake (quien copió la estructura de un avión experimental de combate) y Airachnid (copió la de un helicóptero). En dos episodios se ha mencionado que fue parte de los rangers del ejército, fue jubilado.
June Darby (Voz original: Markie Post, Voz de México: Dulce Guerrero, Seiyū: Hitomi Nabatame) - La madre de Jack, que no tenía conocimiento de la existencia de los Autobots, sin embargo se encuentra a Arcee en modo vehículo y cree que ella es una motocicleta que su hijo había comprado con su propio dinero (que luego le permite mantener con la condición de que siempre se debe usar casco al montar). En "entrecruzado", June se da cuenta de los Autobots, cuando Arcee, Jack y el Agente Fowler van a rescatarla de Airachnid y Silas. June es actualmente uno de los pocos seres humanos adultos (además del agente Fowler, el gobierno, Silas, y los soldados mechs) que son conscientes de la de la existencia de los Autobots y los Decepticons (en la actualidad es el único adulto conocido civil, que está al tanto de su existencia).
M.E.C.H. - Una organización terrorista decidida a iniciar un nuevo orden mundial más reciente. M.E.C.H. hizo un intento de robar el artefacto nuclear llamado DNG sólo para ser detenido por los Autobots. Después de su encuentro inicial con los Autobots, que (junto con su comandante de campo, Silas) se han convertido centra principalmente en la captura y el estudio (a través de la disección) de cualquier y todos los Cybertronianos que puedan (los Autobots y Decepticons por igual), para crear un ejército de las máquinas que viven bajo el control de mechs (un plan de Silas se refiere como proyecto Chimera). Optimus Prime describe a M.E.C.H. como "Decepticons propios de la Tierra en la piel humana". En la "Operación: Breakdown", que capturan y tratar de diseccionar a Breakdown en carretera (quien pierde un ojo en el proceso), la obtención de información tanto por su orden del día. En "entrecruzado" se alían con Airachnid, y tratan de diseccionar a Arcee pero se detuvo cuando la Autobot se escapa por su cuenta, y huye cuando el agente Fowler llega a la escena.
Silas (Voz original: Clancy Brown, Voz de México: Humberto Solórzano, Seiyū: Unshō Ishizuka) - Silas es el comandante en jefe de M.E.C.H., (O para decirlo simplemente, su "Megatron"). Tiene el pelo gris y tiene cicatrices en su rostro. Su origen sigue siendo desconocido en la actualidad. En su primera aparición, Silas ha llevado a algunos M.E.C.H. soldados en el robo de la DNG sólo para ser frustrado por el Agente de Fowler y los Autobots. Él y sus soldados después secuestran a Distribución para aprender "lo que hacen Cybertronianos garrapata". Esa vez, fue salvado por Desglose pasamuros y la inesperada llegada de Starscream y el Vehicons. Gracias a los datos de Distribución, Silas comienza su plan de lo que él llama "Proyecto de Chimera". Silas después colabora con Airachnid con el fin de sacar Arcee y Jack con June, la madre de Jack, como carnada. Esta asociación es de corta duración y sin éxito, pero Silas aprende de esta manera conseguir su Cybertronianos modos alternativos. En un episodio se revela que es exmilitar, en el mismo capítulo se le cae la copia de Optimus Prime encima, al final del episodio se le be en coma y herido, reaparece en el episodio 20 de la temporada 2 en el cual M.E.CH. lo salva al unirlo a Breakdown exitosamente sin embargo Silas asesina a todos los miembros de Mech, trata unirse a la causa Decepticon pero después de algunos fallos Megatron se lo entrega Knock Out para que sirva como sujeto de prueba, al final del episodio se le be gritando No, no, no, no, nooo!!, Reaparece en la temporada 3 donde Starscreem lo convierte en un Terrorcon extremadamente peligroso en un experimento que consistía en la unión de energon sintético y energon oscuro, a lo largo del episodio convierte a varios Vehicons en Terrorcons. Muere al final del episodio, es mencionado en el episodio 10 como Super soldado
Sierra (Voz original: Alexandra Krosney, Voz de México: Marisol Romero, Seiyū: Chisato Mori) - Sierra es el interés amoroso de Jack, y es la jefe-porrista en su escuela. En "Speed Metal", le pidió a Jack dar un paseo, pero se volvió a bajar solo para Arcee a cambiar de opinión.
Amigo Sierra - Sierra amigo, que a menudo hace cameos en silencio en el fondo de un episodio.
Vince (Voz original: Brad Raider, Voz de México: Moisés Iván Mora, Seiyū: Takahiro Sakurai) - Vince es un matón pelirrojo, pecoso y arrogante a Jack, Miko y la escuela de la RAF. Que conduce en un coche de flash y por lo general hace lo que le puede restar importancia a Jack, frente a los demás - especialmente Sierra si lo puede manejar. También está involucrado en un concurso de carreras callejeras ilegales llamados "The Circuit". Fue en una carrera como ésta, que fue secuestrado por el Decepticon Knock Out, que confundió a Vince para el amigo humano de Bumblebee. Más tarde, Vince fue salvado por Jack y los Autobots.
Rápido Willy (Voz original: Kevin Michael Richardson) - Rápido Willy es un participante en las carreras de arrastre ilegal. Él es un entusiasta de la automoción, y que no le gusta la gente con los coches mejor que él - especialmente si eres demasiado bueno para el comercio bromas. Se rascó un coche piloto compañero para hacer caso omiso de él. Por desgracia para él, el otro corredor fue el Decepticon Knock Out, que procedió a correr rápido Willy fuera de la carretera, destrozando su coche en el proceso.

### Predacons
Los Predacons son una antigua especie Cybertroniana que se extinguieron durante un cataclismo, se transforman en mecánicas bestias muy similares a dragones de la mitología terrestre. Fueron desenterrados y materializados por Shockwave para cazar a los Autobots que están dispersos por todo el planeta Tierra.
- Predaking (Voz original: Peter Mensah, Voz latino: Mane de la Parra) - El líder de los Predacons y se considera el último recurso de los Decepticons.Se transforma en dragón mecánico negro.Posee una actitud arrogante cuando adquirió la habilidad de transformarse.
- Darksteel (Voz original: Steven Blum, Voz latino: Hector Sandarti) - Darksteel se convierte en un Ursagryph azul, gris y naranja (un híbrido de un halcón y un oso).
- Skylynx "(Voz original: Nolan North, Voz latino: Carlos Ponce)" - Skylynx transforma en un dragón mecánico rojo, blanco, y negro.

### Otros
Unicron (Voz original: John Noble/Frank Welker, Voz de México: José Lavat, Seiyū: Hidetoshi Nakamura) - Mencionado un par de veces con su "legítimo" nombre: "Unicron el Destructor". Él es la fuente del Dark Energon que Megatron emana y se cree que representa el Anti-Chispa: la contraparte de la AllSpark. Dark Energon puede resucitar a los muertos, lo que hace que se comporten como zombis. Después de Megatron se inyecta el Energon Oscuro, se dice que es como si pudiera escuchar los pensamientos de Unicron, por lo que Unicron influye en las acciones de Megatron.
Scraplets - Son los insectos más peligrosos de Cybertron. Los Scraplets no consumen todas las formas de metal, sino que muestran una preferencia por el metal de vida, especialmente Cybetronianos. Se desplazan en grandes enjambres y tienen la capacidad de volar. Causaron algunos daños a la base Autobot antes de que se descubrieran que fueran vulnerables al frío. Mamparo mostró temor particular de Scaplets, citando haber visto enjambres de ellos consumir casi la totalidad de los Cybertronianos.

## Videojuego
Un juego de video desarrollado por Nowpro y Altron y distribuido por Activision lanzado en octubre de 2012. El juego está disponible para Wii, Nintendo DS, Nintendo 3DS y Wii U.